# Porphyridiales
Porphyridiales Kylin ex Skuja, 1939 é o nome botânico de uma ordem de algas vermelhas unicelulares da classe Porphyridiophyceae.
- Esta ordem foi referendada no sistema de classificação sintetizado de R.E. Lee (2008).

## Táxons inferiores
Família: Porphyridiaceae Skuja 1939.
Gêneros:
- Porphyridium Nägeli, 1849.
- Erythrolobus J.L. Scott, J.B. Baca, F.D. Ott & J.A. West, 2006.
- Flintiella F.D. Ott in Bourelly, 1970.